# 이문진 (유도 선수)
이문진(1995년 8월 4일 ~ )은 대한민국의 유도 선수이다.
그는 2019년 유도 그랜드 슬램 아부다비 -82kg급 금메달리스트이다.